# Analyse des congénères d'alcool
L'analyse des congénères d'alcool dans le sang et l'urine est une méthode utilisée en chimie analytique pour fournir une indication du type de boisson alcoolisée consommée par une personne.
Les congénères sont un ensemble de substances issues de la fermentation alcoolique (entre autres alcools de fusel, tanins, aldéhydes), hormis l'éthanol, qui confèrent à la boisson un goût et un arôme particuliers. Leur composition est spécifique au type d'alcool. En recherchant les congénères communs à toutes les boissons alcoolisées, il est ainsi possible de comparer les ratios obtenus dans l'échantillon avec les ratios standards, ce qui indique le type d'alcool consommé.
En toxicologie médico-légale, leur analyse peut jouer un rôle crucial dans certaines affaires judiciaires, notamment dans les cas de Hip flask defence (en), c'est-à-dire lorsqu'un conducteur est appréhendé quelque temps après un accident de la route et qui, en retournant une lecture positive de l'éthylotest, prétend alors que ce résultat est dû à une consommation d'alcool seulement après l'accident,.

## Marqueurs de fabrication
L'analyse peut aussi porter sur des composés spécifiques aux boissons alcoolisées provenant des ingrédients utilisés lors de leur fabrication. Ces marqueurs devraient idéalement être uniques à cette boisson et ne pas se trouver dans d'autres boissons, aliments ou dans l'environnement. Par exemple, l'ingestion de bière peut être confirmée à partir d'échantillons de sang, en ciblant les acides alpha dérivés du houblon utilisé lors du processus de brassage. La concentration de ces acides en fonction du temps dépend du houblonnage de la bière. D'autres marqueurs spécifiques aux ingrédients sont développés pour d'autres boissons alcoolisées, par exemple le vin et les spiritueux.